# إلس بيرغ
إلس بيرغ (بالهولندية: Else Berg) (و. 1877 – 1942 م) هي رسامة هولندية، ولدت في راسيبورز، توفيت عن عمر يناهز 65 عاماً.